# Nassarina anitae
Nassarina anitae is een slakkensoort uit de familie van de Columbellidae. De wetenschappelijke naam van de soort is voor het eerst geldig gepubliceerd in 1961 door Campbell.